# Кућа Драгомира Поповића
Кућа Драгомира Поповића, у Свештици, у општини Ивањица, представља непокретно културно добро као споменик културе. То је кућа моравичког типа градње, у којој се родио Милинко Кушић, народни херој.
Милинко Кушић се родио 1912. године, школовао најпре у Ивањици, а касније је студирао филозофију и право на Универзитету у Београду. Милинко Кушић је био истакнути борац и вођа устанка у Другом светском рату. Данас његово име носи Основна школа у Ивањици, као и главна улица овог града.